# Mayar Sherif
Mayar Sherif Ahmed Abdel-Aziz (in arabo ميار شريف أحمد عبد العزيز‎?; Il Cairo, 5 maggio 1996) è una tennista egiziana.

## Biografia
È sorella di un'altra tennista, Rana Sherif Ahmed. Studentessa brillante sin da piccola, Mayar Sherif attualmente vive negli Stati Uniti d'America, dove si è laureata in Medicina dello Sport presso la Pepperdine University di Malibu: ha fatto parte della squadra di tennis femminile dell'università ed è stata un'All-American sia nel 2017 che nel 2018 oltre che West Coast Conference Player of the Year nel 2018. Ha raggiunto le semifinali del torneo di singolare NCAA 2018.

## Carriera
Nel circuito ITF ha vinto 11 titoli in singolare e 6 in doppio.
Nel 2020 ha fatto il suo debutto nei tornei WTA agli Open di Praga ed è diventata la prima tennista del suo Paese a qualificarsi per il tabellone principale del Roland Garros, dove è poi stata sconfitta al primo turno da Karolína Plíšková. Il 12 ottobre è salita alla posizione numero 163 del ranking in singolare.
Giocando per l'Egitto in Fed Cup, ha un bilancio di 14 vittorie e 10 sconfitte.

### 2021 - la prima finale WTA e la top-100 in singolare; prima finale in doppio
Mayar inizia la stagione allo Yarra Valley Classic, dove rimedia una sconfitta all'esordio contro Nina Stojanović. L'egiziana tenta poi le qualificazioni per l'Australian Open: batte Akiko Omae (6-0 6-1), Grace Min (6-3 2-6 6-1) e la serba Krunić (6-1 6-2), accedendo al main-draw del major oceanico per la prima volta in carriera; al primo turno, Sherif elimina la francese Paquet per 7-5 7-5, centrando il primo successo nel tabellone principale di uno slam; al secondo turno, cede a Kaja Juvan per 6-3 6(2)-7 3-6. Grazie a questo exploit, l'egiziana si issa fino al n°114 del ranking mondiale.
A Guadalajara è accreditata della 3ª testa di serie: delude le aspettative, perdendo all'esordio dalla wild-card locale Giuliana Olmos (3-6 4-6). A Monterrey, si qualifica nel main-draw battendo Zacarías e Arconada in due set. Al primo turno, si arrende a Lauren Davis per 6-1 2-6 3-6. Ottiene in seguito una wild card per partecipare al Miami Open: esce di scena all'esordio contro Nadia Podoroska.
Sherif prende poi parte alle qualificazioni del Roland Garros e di Wimbledon: in entrambe le circostanze, l'egiziana cede al secondo turno. A Montpellier, Mayar raggiunge la 17° finale ITF della carriera, perdendo da Anhelina Kalinina per 2-6 3-6.
Al WTA 125 di Båstad, Sherif è la terza testa di serie: raggiunge i quarti di finale, dove cede alla futura finalista Havarcova (4-6 2-6). Dopo un primo turno a Budapest, l'egiziana viene invitata dall'ITF a partecipare al torneo olimpico di Tokyo, dove viene sconfitta all'esordio da Rebecca Peterson.
Dopo l'esperienza olimpica, Sherif prende parte al torneo di Cluj-Napoca: al primo turno, elimina la testa di serie n°1 Alizé Cornet per 6-2 6-4, centrando la prima vittoria in carriera su una top-100. Al secondo turno, rifila un doppio 6-2 a Eala mentre ai quarti si impone nettamente su Kristína Kučová (6-3 6-1); l'egiziana giunge così alla sua prima semifinale WTA, dove affronta la padrona di casa Mihaela Buzărnescu: Sherif vince per 7-6(1) 6-4, guadagnandosi l'approdo alla sua prima finale nel circuito maggiore. Nella circostanza, si arrende nettamente ad Andrea Petković (1-6 1-6). Assieme a Katarzyna Piter, Mayar raggiunge la sua prima finale WTA anche in doppio, senza perdere alcun set nel percorso: tuttavia, nell'ultimo atto, la coppia polacco-egiziana cede a Dzalamidze/Juvan per 3-6 4-6.
Dopo una finale ITF, partecipa alle qualificazioni dello US Open: supera i primi due turni senza cedere set ma, nel match decisivo, si arrende a Emma Raducanu (1-6 4-6), che sorprendentemente andrà a vincere il titolo; Mayar viene però ripescata come lucky loser, andando a partecipare così al suo primo main-draw nello slam newyorkese; nel match di primo round, viene battuta da Anhelina Kalinina, per 6-4 1-6 1-6.
A Karlsruhe, vince il suo primo titolo di categoria '125', sconfiggendo Martina Trevisan in finale. Grazie agli ottimi risultati conseguiti, l'egiziana fa il suo approdo in top-100.
Dopo un secondo turno a Indian Wells e Tenerife, arriva in semifinale nell'Argentina Open (WTA 125).
Termina la stagione al n°61 del pianeta, suo best-ranking.

### 2022: primo titolo WTA e top-50
Sherif non inizia l'anno nel migliore dei modi, collezionando cinque sconfitte di fila al primo turno tra la trasferta australiana e i tornei di Doha e Dubai. A Monterrey centra il primo successo annuale contro Mendez (6-1 6(2)-7 6-4) per poi cedere a Qiang Wang. Dopo due uscite al primo turno a Indian Wells e Miami, guadagna a Marbella il suo secondo titolo di categoria WTA '125', sconfiggendo Tamara Korpatsch nell'ultimo atto (7-6(1) 6-4). Successivamente, conferma il titolo '125' a Karlsruhe, senza perdere set nel corso del torneo. A Rabat esce di scena al secondo turno contro l'americana Liu; al Roland Garros, batte l'ucraina Kostjuk per 6-3 7-5, approdando al secondo round, dove si ritira prima di scendere in campo contro Tamara Zidanšek. 
Torna in campo ad agosto per lo swing americano: tra Cleveland, US Open, Cincinnati e Washington non raccoglue alcun successo.
A fine anno, oltre al successo nel '125' di Colina (in finale su Baindl), trova la prima finale annuale in un WTA '250' sulla terra di Parma: nell'ultimo atto, supera a sorpresa la n°7 del mondo Maria Sakkarī per 7-5 6-3, conquistando la prima vittoria su una top-10 e il primo titolo nel circuito maggiore. 
Termina l'anno al n°63 del mondo, facendo registrare la 44ª posizione come best-ranking. 

### 2023: altri due titoli '125' e best ranking
Dopo non aver passato le qualificazioni ad Adelaide, esce di scena al primo turno sia a Hobart che all'Australian Open. A Lione, arriva la prima vittoria dell'anno contro Ana Konjuh; al secondo round, si arrende a Nosková. A Monterrey, giungono i primi quarti di finale della stagione, dove cede a Caroline Garcia, n°5 del mondo.
Dopo tre sconfitte all'esordio a Indian Wells, Miami e Charleston, raggiunge una semifinale ITF per poi partecipare al '1000' di Madrid: dopo aver approfittato del ritiro di Camila Giorgi nel corso del secondo set, elimina Anhelina Kalinina al secondo turno. Al terzo round, si prende la rivincita sulla top-5 Garcia (7-6(2) 6-3), approdando agli ottavi, dove prevale su Elise Mertens per 6-0 al terzo. Nel suo primo quarto a livello '1000', cede il passo ad Aryna Sabalenka. Grazie all'ottimo risultato, rientra in top-50.
Dopo un secondo turno a Rabat e Parigi, vince il 5º titolo di livello '125' a Macarsca, battendo in finale Jasmine Paolini. Dopo il successo in un altro WTA '125' a Valencia, Mayar fa un balzo nel ranking, andandosi a collocare alla 31ª posizione mondiale, suo nuovo best-ranking.
Nel resto della stagione, ottiene come miglior risultato la semifinale sulla terra di Palermo, dove si arrende a Zheng Qinwen, che poi vincerà il titolo.

## Statistiche WTA

### Singolare

#### Vittorie (1)
| Legenda              |
| -------------------- |
| Grande Slam (0)      |
| Ori Olimpici (0)     |
| WTA Finals (0)       |
| WTA Elite Trophy (0) |
| Dal 2021             |
| WTA 1000 (0)         |
| WTA 500 (0)          |
| WTA 250 (1)          |

| N. | Data            | Torneo                   | Superficie  | Avversaria in finale | Punteggio |
| 1. | 1º ottobre 2022 | Parma Ladies Open, Parma | Terra rossa | Maria Sakkarī        | 7-5, 6-3  |

#### Sconfitte (2)
| Legenda              |
| -------------------- |
| Grande Slam (0)      |
| Argenti Olimpici (0) |
| WTA Finals (0)       |
| WTA Elite Trophy (0) |
| Dal 2021             |
| WTA 1000 (0)         |
| WTA 500 (0)          |
| WTA 250 (2)          |

| N. | Data           | Torneo                    | Superficie  | Avversaria in finale | Punteggio |
| 1. | 8 agosto 2021  | Winners Open, Cluj-Napoca | Terra rossa | Andrea Petković      | 1-6, 1-6  |
| 2. | 25 maggio 2024 | Marocco Open, Rabat       | Terra rossa | Peyton Stearns       | 2-6, 1-6  |

### Doppio

#### Vittorie (2)
| Legenda              |
| -------------------- |
| Grande Slam (0)      |
| Ori Olimpici (0)     |
| WTA Finals (0)       |
| WTA Elite Trophy (0) |
| Dal 2021             |
| WTA 1000 (0)         |
| WTA 500 (1)          |
| WTA 250 (1)          |

| N. | Data              | Torneo                | Superficie | Compagna        | Avversarie in finale                | Punteggio        |
| 1. | 14 settembre 2024 | Jasmin Open, Monastir | Cemento    | Anna Blinkova   | Alina Korneeva Anastasija Zacharova | 2-6, 6-1, [10-8] |
| 2. | 2 marzo 2025      | Mérida Open, Mérida   | Cemento    | Katarzyna Piter | Anna Danilina Irina Chromačëva      | 7-6(2), 7-5      |

#### Sconfitte (2)
| Legenda              |
| -------------------- |
| Grande Slam (0)      |
| Argenti Olimpici (0) |
| WTA Finals (0)       |
| WTA Elite Trophy (0) |
| Dal 2021             |
| WTA 1000 (0)         |
| WTA 500 (0)          |
| WTA 250 (2)          |

| N. | Data           | Torneo                          | Superficie  | Compagna          | Avversarie in finale             | Punteggio           |
| 1. | 7 agosto 2021  | Winners Open, Cluj-Napoca       | Terra rossa | Katarzyna Piter   | Natela Dzalamidze Kaja Juvan     | 3-6, 4-6            |
| 2. | 9 gennaio 2022 | Melbourne Summer Set, Melbourne | Cemento     | Tereza Martincová | Bernarda Pera Kateřina Siniaková | 2-6, 7-6(7), [5-10] |

## Circuito WTA 125

### Singolare

#### Vittorie (8)
| N. | Data              | Torneo                                   | Superficie  | Avversaria in finale  | Punteggio        |
| 1. | 12 settembre 2021 | Open Karlsruhe, Karlsruhe                | Terra rossa | Martina Trevisan      | 6-3, 6-2         |
| 2. | 3 aprile 2022     | Andalucía Open, Marbella                 | Terra rossa | Tamara Korpatsch      | 7-6(1), 6-4      |
| 3. | 15 maggio 2022    | Open Karlsruhe, Karlsruhe (2)            | Terra rossa | Bernarda Pera         | 6-2, 6-4         |
| 4. | 13 novembre 2022  | Colina Open, Colina                      | Terra rossa | Kateryna Baindl       | 3-6, 7-6(3), 7-5 |
| 5. | 11 giugno 2023    | Makarska Open, Macarsca                  | Terra rossa | Jasmine Paolini       | 2-6, 7-6(6), 7-5 |
| 6. | 18 giugno 2023    | Open Internacional de Valencia, Valencia | Terra rossa | Marina Bassols Ribera | 6-3, 6-3         |
| 7. | 1º dicembre 2024  | Argentina Open, Buenos Aires             | Terra rossa | Katarzyna Kawa        | 6-3, 4-6, 6-4    |
| 8. | 17 maggio 2025    | Parma Ladies Open, Parma                 | Terra rossa | Victoria Mboko        | 6-4, 6-4         |

#### Sconfitte (4)
| N. | Data           | Torneo                           | Superficie  | Avversaria in finale | Punteggio        |
| 1. | 5 maggio 2024  | Catalonia Open, Lleida           | Terra rossa | Kateřina Siniaková   | 4-6, 6-4, 3-6    |
| 2. | 18 maggio 2024 | Parma Ladies Open, Parma         | Terra rossa | Anna Schmiedlová     | 5-7, 6-2, 4-6    |
| 3. | 9 giugno 2024  | Makarska Open, Macarsca          | Terra rossa | Katie Volynets       | 6-3, 2-6, 1-6    |
| 4. | 14 luglio 2024 | Grand Est Open 88, Contrexéville | Terra rossa | Lucia Bronzetti      | 4-6, 7-6(4), 5-7 |

### Doppio

#### Vittorie (2)
| N. | Data             | Torneo                    | Superficie  | Compagna        | Avversarie in finale                | Punteggio        |
| 1. | 15 maggio 2022   | Open Karlsruhe, Karlsruhe | Terra rossa | Panna Udvardy   | Jana Sizikova Alison Van Uytvanck   | 5-7, 6-4, [10-2] |
| 2. | 23 novembre 2024 | Colina Open, Colina       | Terra rossa | Nina Stojanović | Léolia Jeanjean Kristina Mladenovic | w/o              |

#### Sconfitte (4)
| N. | Data              | Torneo                       | Superficie  | Compagna        | Avversarie in finale                 | Punteggio        |
| 1. | 12 settembre 2021 | Open Karlsruhe, Karlsruhe    | Terra rossa | Katarzyna Piter | Irina Bara Ekaterine Gorgodze        | 3-6, 6-2, [7-10] |
| 2. | 13 novembre 2022  | Colina Open, Colina          | Terra rossa | Tamara Zidanšek | Jana Sizikova Aldila Sutjiadi        | 1-6, 6-3, [7-10] |
| 3. | 4 maggio 2024     | Catalonia Open, Lleida       | Terra rossa | Katarzyna Piter | Nicole Melichar-Martinez Ellen Perez | 5-7, 2-6         |
| 4. | 1º dicembre 2024  | Argentina Open, Buenos Aires | Terra rossa | Laura Pigossi   | Maja Chwalińska Katarzyna Kawa       | 4-6, 6-3, [7-10] |

## Statistiche ITF

### Singolare

#### Vittorie (11)
| Torneo $100.000 (3) |
| Torneo $80.000 (0)  |
| Torneo $75.000 (0)  |
| Torneo $60.000 (0)  |
| Torneo $50.000 (0)  |
| Torneo $25.000 (3)  |
| Torneo $15.000 (4)  |
| Torneo $10.000 (1)  |

| N.  | Data             | Torneo                                        | Superficie  | Avversaria in finale          | Punteggio     |
| 1.  | 27 gennaio 2013  | Jolie Ville Golf Women's, Sharm el-Sheikh     | Cemento     | Aleksandrina Najdenova        | 6–2, 2–6, 6–1 |
| 2.  | 10 febbraio 2019 | Jolie Ville Golf Women's, Sharm el-Sheikh     | Cemento     | Simona Waltert                | 6–4, 1–6, 6–3 |
| 3.  | 5 maggio 2019    | ITF Women's Circuit Il Cairo, Il Cairo        | Terra rossa | Simona Waltert                | 6–2, 6–1      |
| 4.  | 2 giugno 2019    | Magic Tours, Tabarka                          | Terra rossa | Bárbara Gatica                | 6-4, 6-4      |
| 5.  | 9 giugno 2019    | Magic Tours, Tabarka                          | Terra rossa | Nina Stadler                  | 6–3, 6–2      |
| 6.  | 23 giugno 2019   | Villa de Madrid Open, Madrid                  | Cemento     | Eva Guerrero Álvarez          | 6-2, 6-3      |
| 7.  | 11 agosto 2019   | Disa Gran Canaria, Las Palmas de Gran Canaria | Terra rossa | Leonie Küng                   | 6–1, 6–0      |
| 8.  | 8 marzo 2020     | MTA Open, Adalia                              | Terra rossa | Dalma Gálfi                   | 6-4, 6-3      |
| 9.  | 8 novembre 2020  | LTP Charleston Pro Tennis, Charleston         | Terra verde | Katarzyna Kawa                | 6-2, 6-3      |
| 10. | 20 aprile 2025   | Open Villa de Madrid, Madrid                  | Terra rossa | Renata Zarazúa                | 6-3, 6-4      |
| 11. | 15 giugno 2025   | Engie Open Biarritz Pays Basque, Biarritz     | Terra rossa | Tiantsoa Rakotomanga Rajaonah | 7-5, 6-4      |

#### Sconfitte (9)
| Torneo $100.000 (0) |
| Torneo $80.000 (0)  |
| Torneo $75.000 (0)  |
| Torneo $60.000 (2)  |
| Torneo $50.000 (0)  |
| Torneo $25.000 (3)  |
| Torneo $15.000 (2)  |
| Torneo $10.000 (2)  |

| N. | Data              | Torneo                                                        | Superficie  | Avversaria in finale  | Punteggio        |
| 1. | 15 settembre 2013 | ITF Women's Circuit Lleida, Lleida                            | Terra rossa | Aliona Bolsova        | 6–0, 3–6, 2–6    |
| 2. | 10 novembre 2013  | Circuito WTA Costa Azahar Vinaròs, Vinaròs                    | Terra rossa | Olga Sáez Larra       | 6–4, 5–7, 4–6    |
| 3. | 23 luglio 2017    | Jolie Ville Golf Women's, Sharm el-Sheikh                     | Cemento     | Jacqueline Cabaj Awad | 7–6(4), 5–7, 4–6 |
| 4. | 30 luglio 2017    | Jolie Ville Golf Women's, Sharm el-Sheikh                     | Cemento     | Eleni Kordolaimi      | 4–6, 6–3, 2–6    |
| 5. | 7 luglio 2019     | Torneo Internazionale Regione Piemonte, Biella                | Terra rossa | Katarina Zavac'ka     | 1–6, 3–6         |
| 6. | 21 luglio 2019    | Baja Ladies Open, Baja                                        | Terra rossa | Réka Luca Jani        | 3–6, 6–2, 2–6    |
| 7. | 22 novembre 2020  | Open Gran Canaria Nosolotenis, Las Palmas de Gran Canaria     | Terra rossa | Kaia Kanepi           | 3-6, 2-6         |
| 8. | 4 luglio 2021     | Open Montpellier Méditerranée Métropole Hérault, Montpellier  | Terra rossa | Anhelina Kalinina     | 2-6, 3-6         |
| 9. | 15 agosto 2021    | ITF World Tennis Tour Gran Canaria, San Bartolomé de Tirajana | Terra rossa | Arantxa Rus           | 4-6, 2-6         |

### Doppio

#### Vittorie (6)
| Torneo $100.000 (0) |
| Torneo $80.000 (0)  |
| Torneo $75.000 (0)  |
| Torneo $60.000 (0)  |
| Torneo $50.000 (0)  |
| Torneo $25.000 (2)  |
| Torneo $15.000 (2)  |
| Torneo $10.000 (2)  |

| N. | Data           | Torneo                                    | Superficie  | Compagna         | Avversarie in finale               | Punteggio           |
| 1. | 20 luglio 2013 | Jolie Ville Golf Women's, Sharm el-Sheikh | Cemento     | Lynn Kiro        | Alina Micheëva Anna Morgina        | 6–3, 6–2            |
| 2. | 27 luglio 2013 | Jolie Ville Golf Women's, Sharm el-Sheikh | Cemento     | Zuzana Zlochová  | Sowjanya Bavisetti Rishika Sunkara | 7–5, 6–3            |
| 3. | 22 luglio 2017 | Jolie Ville Golf Women's, Sharm el-Sheikh | Cemento     | Rutuja Bhosale   | Chen Pei-hsuan Wu Fang-hsien       | 3–6, 6–3, [10–5]    |
| 4. | 1º giugno 2019 | Magic Tours, Tabarka                      | Terra rossa | Alica Rusová     | Lena Lutzeier Nina Stadler         | 6–4, 4–6, [10–4]    |
| 5. | 20 luglio 2019 | Baja Ladies Open, Baja                    | Terra rossa | Melanie Klaffner | Réka Luca Jani Lara Salden         | 6–2, 4–6, [10–8]    |
| 6. | 7 marzo 2020   | MTA Open, Adalia                          | Terra rossa | Réka Luca Jani   | İpek Öz Melis Sezer                | 6(8)-7, 6–1, [10-3] |

#### Sconfitte (7)
| Torneo $100.000 (2) |
| Torneo $80.000 (0)  |
| Torneo $75.000 (0)  |
| Torneo $60.000 (0)  |
| Torneo $50.000 (0)  |
| Torneo $25.000 (1)  |
| Torneo $15.000 (1)  |
| Torneo $10.000 (3)  |

| N. | Data             | Torneo                                    | Superficie  | Compagna         | Avversarie in finale                        | Punteggio        |
| 1. | 19 gennaio 2013  | Jolie Ville Golf Women's, Sharm el-Sheikh | Cemento     | Valeria Podda    | Eugenija Paškova Ekaterina Jašina           | 6–3, 2–6, [3–10] |
| 2. | 29 giugno 2013   | ITF Women's Circuit Melilla, Melilla      | Cemento     | Vanda Lukács     | Lucia Cervera-Vasquez Pilar Dominguez-Lopez | 3–6, 4–6         |
| 3. | 31 marzo 2014    | Jolie Ville Golf Women's, Sharm el-Sheikh | Cemento     | Ola Abou Zekry   | Jana Fett Oleksandra Korašvili              | 4-6, 5-7         |
| 4. | 28 aprile 2019   | ITF Women's Circuit Il Cairo, Il Cairo    | Terra rossa | Rana Sherif Amed | Despina Papamichail Simona Waltert          | 3-6, 2-6         |
| 5. | 13 luglio 2019   | Trofeo Mabo, Torino                       | Terra rossa | Melanie Stokke   | Chihiro Muramatsu Yuki Naito                | 0–6, 2–6         |
| 6. | 15 febbraio 2020 | Zed Tennis Open, Il Cairo                 | Cemento     | Arantxa Rus      | Aleksandra Krunić Katarzyna Piter           | 4-6, 2-6         |
| 7. | 7 novembre 2020  | LTP Charleston Pro Tennis, Charleston     | Terra verde | Astra Sharma     | Magdalena Fręch Katarzyna Kawa              | 6-4, 4-6, [2-10] |

## Vittorie contro giocatrici Top 10
| Stagione | 2022 | 2023 | Totale |
| Vittorie | 1    | 1    | 2      |

| #    | Giocatrice      | Ranking | Evento                   | Superficie  | Turno | Punteggio   | Rank. MSR |
| ---- | --------------- | ------- | ------------------------ | ----------- | ----- | ----------- | --------- |
| 2022 |                 |         |                          |             |       |             |           |
| 1.   | Maria Sakkarī   | 7       | Parma Ladies Open, Parma | Terra rossa | F     | 7-5, 6-3    | 74        |
| 2023 |                 |         |                          |             |       |             |           |
| 2.   | Caroline Garcia | 5       | Madrid Open, Madrid      | Terra rossa | 3T    | 7-6(2), 6-3 | 59        |